# 弗莱罗
弗莱罗（義大利語：Flero），是意大利布雷西亚省的一个市镇。总面积9平方公里，人口8375人，人口密度930.6人/平方公里（2009年）。国家统计（ISTAT）代码为017072。